# فريدا كيرن
فريدا كيرن (بالألمانية: Frida Kern)‏ هي موزعة وملحنة نمساوية، ولدت في 9 مارس 1891 في فيينا في النمسا، وتوفيت في 23 ديسمبر 1988 في لينتس في النمسا.

## وصلات خارجية
- فريدا كيرن على موقع ميوزك برينز (الإنجليزية)